# Venevisión Plus Dominicana
Venevisión Plus Dominicana est une chaîne de télévision dominicaine.